# Papyrus 100
Papyrus 100 (nach Gregory-Aland mit Sigel {\displaystyle {\mathfrak {P}}}100 bezeichnet) ist eine frühe griechische Abschrift des Neuen Testaments. Dieses Papyrusmanuskript des Jakobusbriefs enthält nur die Verse 3,13–4,4; 4,9–5,1. Mittels Paläographie wurde es auf das 3. oder 4. Jahrhundert datiert.

## Text
Der griechische Text des Kodex repräsentiert den Alexandrinischen Texttyp. Der Text stimmt allgemein mit den alexandrinischen Zeugen, {\displaystyle {\mathfrak {P}}}74, א, A, und B überein.

## Aufbewahrungsort
Die Handschrift wird zurzeit im Ashmolean Museum unter der Signatur P. Oxy. 4449 in Oxford aufbewahrt.

### Abbildungen
- P.Oxy. LXVI 4449 von Papyrology at Oxford’s “POxy: Oxyrhynchus Online”
- {\displaystyle {\mathfrak {P}}}100 recto Jakobus 3,13-4,4
- {\displaystyle {\mathfrak {P}}}100 verso Jakobus 4,9-5,1

### Offizielle Registrierung
- Fortsetzung der Liste der Handschriften. (PDF; 147 kB) Institut für Neutestamentliche Textforschung, Universität Münster.